# 러우스

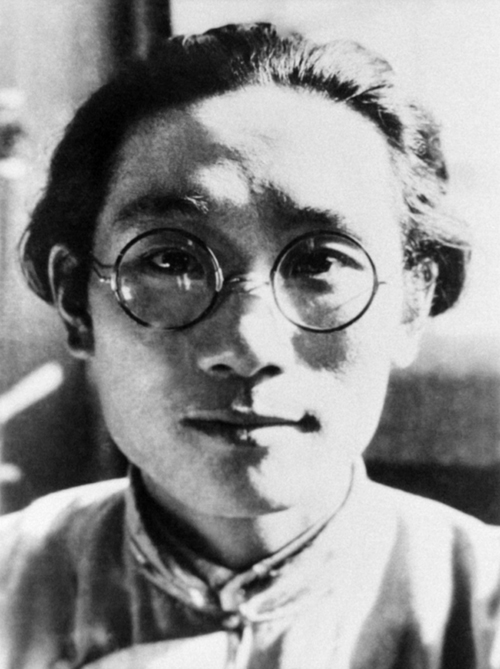

러우스(柔石, 1902년 9월 28일 ~ 1931년 2월 7일)는 중국 현대의 작가이다. 본명은 자오핑푸(趙平復). 저장성(浙江省) 닝하이(寧海) 사람이다.
1928년 상하이로 나와 루쉰의 인정을 받아 잡지 <어사(語絲)>와 <조화사(朝華社)>의 일에 참여하였고, 작품은 단편 <노예(奴隸)가 된 모친(母親)>, 중편 <이월(二月)>(1929) 등 발랄하고 관념적인 작품을 썼다.
친공산주의자 활동으로 인해 1931년 2월 7일 또는 8일에 상하이의 국민당 정부에 의해 처형당했다.